# Sarah Snook
Sarah Ruth Snook (nascuda l'1 de desembre de 1987) és una actriu australiana. És especialment reconeguda pel seu paper protagonista com Shiv Roy a la sèrie dramàtica de HBO Succession (2018–2023), per la qual ha estat guardonada amb dos Premis Globus d'Or i un Premi Emmy Primetime. Miller, Julie (5 August 2018). "Succession: The Real-Life Tragedy That Inspired the Finale's Twist". Vanity Fair. Archived from the original on 9 November 2020. Retrieved 27 September 2018.</ref>
Snook ha estat guardonada amb dos premis AACTA pels seus papers protagonistes en els films Sisters of War (2010) i Predestination (2014). També ha participat en diverses pel·lícules destacades, incloent-hi Not Suitable for Children (2012), These Final Hours (2013), Jessabelle (2014), The Dressmaker (2015), Steve Jobs (2015), The Glass Castle (2017), An American Pickle (2020), Pieces of a Woman (2020), Run Rabbit Run (2023) i The Beanie Bubble (2023).
A l'escenari, Snook va protagonitzar la reproducció al de The Picture of Dorian Gray (2024) al Teatre Royal Haymarket, West End, pel qual va rebre el Premi Laurence Olivier a la Millor Actriu. Entre els seus altres crèdits teatrals destaquen els seus papers a King Lear (2009), The Master Builder (2016) i Saint Joan (2018).

## Primers anys i educació
Sarah Ruth Snook va néixer l’1 de desembre de 1987 a Adelaide, Austràlia Meridional, i va créixer al barri d’Eden Hills. Té dues germanes grans. El seu pare, venedor de piscines, i la seva mare, cuidadora de gent gran, es van divorciar quan ella era petita. Va assistir a l’escola St John’s Grammar School a Belair i va obtenir una beca de teatre per estudiar a Scotch College, a Torrens Park. La seva primera feina remunerada va ser com a fada en festes d'aniversari infantils.
L'any 2008, es va graduar a l'Institut Nacional d'Art Dramàtic (National Institute of Dramatic Art) de Sydney.

## Carrera Professional

### 2009–2017: Treballs inicials

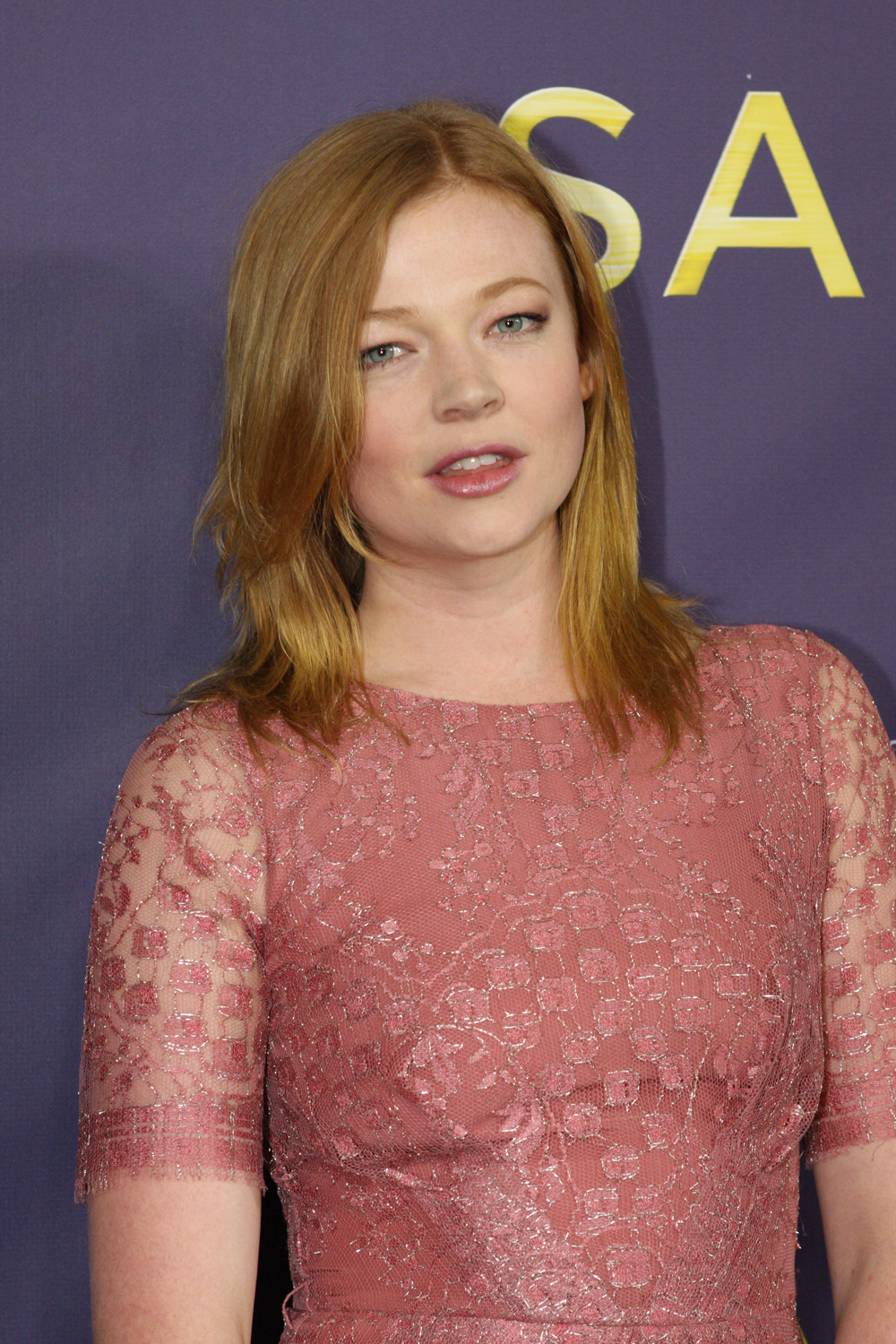
Snook a l'estrena de The Sapphires el 2012

Mentre estudiava a l'Institut Nacional d'Art Dramàtic (NIDA), Snook va participar en produccions teatrals de Macbeth i Gallipoli. Posteriorment, l'any 2009, va actuar en King Lear amb la State Theatre Company of South Australia. Va aconseguir un èxit notable amb els seus papers en diverses pel·lícules australianes, incloent-hi Sisters of War (2010), Not Suitable for Children (2012), These Final Hours (2013), i Predestination (2014). Snook va guanyar dos premis AACTA per les seves interpretacions a Sisters of War i Predestination.
També va rebre reconeixement pel seu paper protagonista en el film de terror sobrenatural Jessabelle (2014). Posteriorment, va interpretar Andrea Cunningham al biopic Steve Jobs (2015), dirigit per Danny Boyle i protagonitzat per Michael Fassbender i Kate Winslet. Aquell mateix any, va actuar en el drama d'època The Dressmaker, dirigit per Jocelyn Moorhouse i coprotagonitzat per Kate Winslet i Judy Davis, pel qual va ser nominada al Premi AACTA a la Millor Actriu de Repartiment.
El 2017, va aparèixer al biopic The Glass Castle, protagonitzat per Brie Larson i basat en la novel·la homònima de 2005.
L'any 2016, Snook va aparèixer en un episodi de l'antologia de ciència-ficció de Netflix Black Mirror, titulat "Men Against Fire", al costat de Malachi Kirby, Madeline Brewer i Michael Kelly. Aquell mateix any, va debutar al West End interpretant el paper de Hilde Wangel en una reposició de l'obra The Master Builder d'Henrik Ibsen, al costat de Ralph Fiennes, al teatre Old Vic. Paul Taylor, de The Independent, va elogiar la seva interpretació, escrivint: "Sarah Snook, la jove estrella australiana, és desarmadorament directa, amb una veu profunda i desinhibida com Hilde, en una actuació segura i impactant". Snook va tornar als escenaris el 2018 per interpretar Joana d'Arc a la producció de Saint Joan de George Bernard Shaw, de la Sydney Theatre Company. La seva interpretació va ser aclamada per John Sand, del Sydney Morning Herald, qui la va descriure com "absolutament captivadora" i va afirmar que "Snook capta la valentia desfermada d'una adolescent encesa per la passió".

### 2018–Actualitat:Consolidació ambSuccession

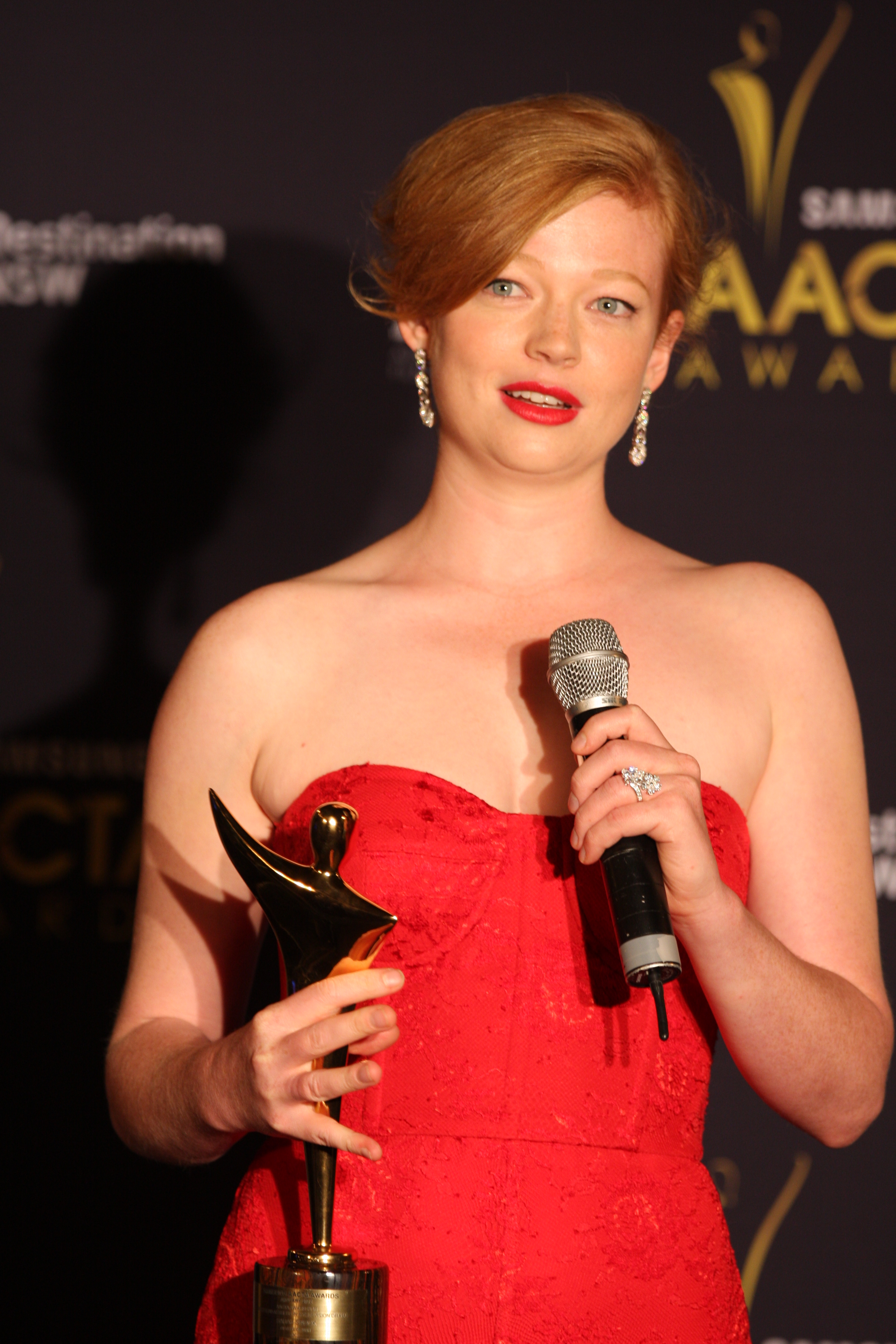
Snook als premis AACTA el 2012

Entre 2018 i 2023, Snook va assolir gran notorietat gràcies al seu paper principal com Siobhan "Shiv" Roy a la sèrie dramàtica de HBO Succession. Aquest paper li va valdre l'aclamació generalitzada de la crítica i nombrosos reconeixements, incloent-hi el Premi Emmy Primetime a la Millor Actriu Protagonista en una Sèrie Dramàtica, el Premi del Sindicat d'Actors (Screen Actors Guild Award) a la Millor Interpretació d'un Elenc en una Sèrie Dramàtica, i dos Premis Globus d'Or.
L'any 2020, Snook va participar en la comèdia An American Pickle, al costat de Seth Rogen, i al drama matrimonial Pieces of a Woman, dirigit per Kornél Mundruczó.
Al desembre de 2021, va substituir Elisabeth Moss en el paper protagonista del film de terror Run Rabbit Run, dirigit per Daina Reid.
Al gener de 2022, Snook va ser seleccionada per coprotagonitzar, al costat de Zach Galifianakis i Elizabeth Banks, la pel·lícula de comèdia dramàtica The Beanie Bubble, codirigida per Kristin Gore i Damian Kulash.  El 2022, Snook va exercir com a narradora del documental de Netflix Kangaroo Valley.
L'any 2024, Snook va tornar al West End, Londres, protagonitzant tots els 26 personatges en la producció de la Sydney Theatre Company de The Picture of Dorian Gray al Theatre Royal Haymarket. Arifa Akbar, a de The Guardian, va elogiar la seva actuació destacant la complexitat del paper i escrivint: "És un exercici d’equilibri de gran nivell per a Snook. Ha de actuar en temps real, reaccionar a les imatges gravades i manipular la tecnologia ella mateixa en algunes escenes. Parla en diàleg, però també narra de manera omniscient. Algunes escenes exigeixen atletisme, d'altres immobilitat sobtada. Requereix una sincronització precisa, i Snook ho aconsegueix amb perfecció, donant vida a 26 personatges amb gran intensitat." Aquest paper li va valer el Premi Laurence Olivier a la Millor Actriu. Snook traslladarà l’obra a Broadway l'any 2025.
També ha donat veu a la protagonista de la pel·lícula  australiana de 2024, Memoir of a Snail, animada amb tècnica de stop-motion, escrita, produïda i dirigida per Adam Elliot.

## Vida personal
El 2020, Snook i el còmic australià Dave Lawson van començar una relació, es van casar l'any 2021 al pati exterior de casa seva a Brooklyn. Snook va donar a llum a la seva filla el maig de 2023.

### Pel·lícula
| Year | Title                     | Role                     | Notes                   |
| ---- | ------------------------- | ------------------------ | ----------------------- |
| 2010 | Crystal Jam               | Crystal                  | Short film              |
| 2011 | The Best Man              | Isla                     | Short film              |
| 2011 | Sleeping Beauty           | Flatmate                 |                         |
| 2012 | Not Suitable for Children | Stevie                   |                         |
| 2013 | These Final Hours         | Mandy's Mother           |                         |
| 2014 | Predestination            | Jane / John              |                         |
| 2014 | Jessabelle                | Jessie Laurent           |                         |
| 2015 | The Dressmaker            | Gertrude "Trudy" Pratt   |                         |
| 2015 | Oddball                   | Emily Marsh              |                         |
| 2015 | Holding the Man           | Pepe Trevor              |                         |
| 2015 | Steve Jobs                | Andrea "Andy" Cunningham |                         |
| 2017 | The Glass Castle          | Lori Walls               |                         |
| 2018 | Winchester                | Marian Marriott          |                         |
| 2018 | Brothers' Nest            | Sandy                    |                         |
| 2020 | An American Pickle        | Sarah Greenbaum          |                         |
| 2020 | Pieces of a Woman         | Suzanne                  |                         |
| 2023 | Run Rabbit Run            | Sarah                    | Also executive producer |
| 2023 | The Beanie Bubble         | Sheila Warner            |                         |
| 2024 | Memoir of a Snail         | Grace Pudel (voice)      |                         |

### Televisió
| Year      | Title                 | Role                            | Notes                                                                 |
| --------- | --------------------- | ------------------------------- | --------------------------------------------------------------------- |
| 2009      | All Saints            | Sophie                          | En l'episodi: "Curve Balls"                                           |
| 2010      | Sisters of War        | Lorna Whyte                     | Pel·lícula Televisiva                                                 |
| 2011      | Packed to the Rafters | Jodi Webb                       | 2 episodis                                                            |
| 2011      | Blood Brothers        | Debbie Franklin                 | Pel·lícula Televisiva                                                 |
| 2011      | My Place              | Minna Muller                    | En l'episodi: "Henry 1878"                                            |
| 2011      | Spirited              | Antonia                         | 10 episodis                                                           |
| 2013      | Redfern Now           | Officer Sarah Donaldson         | En l'episodi: "Dogs of War"                                           |
| 2014      | The Moodys            | Louise                          | En l'episodi: "Happy Anniversary Kevin & Maree"                       |
| 2015      | The Secret River      | Sal Thornhill                   | Paper Principal; 2 episodis                                           |
| 2015      | The Beautiful Lie     | Anna                            | Paper principal; 6 episodis                                           |
| 2016      | Black Mirror          | Medina                          | En l'episodi: "Men Against Fire"                                      |
| 2018–2023 | Succession            | Siobhan "Shiv" Roy              | Paper principal; 39 episodis                                          |
| 2019      | Robot Chicken         | Rose the Horse / Midge (voices) | En l'episodi: "Snoopy Camino Lindo in: Quick and Dirty Squirrel Shot" |
| 2020      | Soulmates             | Nikki                           | En l'episodi: "Watershed"                                             |
| 2023      | Koala Man             | Vicky (voice)                   | Paper principal; 8 episodis                                           |
| 2023      | All Her Fault         | Marissa Irvine                  | Paper principal i Productora executiva                                |

### Teatre
| Any  | Títol                    | Rol          | Teatre                                                |  |
| ---- | ------------------------ | ------------ | ----------------------------------------------------- |  |
| 2009 | El Rei Lear              | Cordèlia     | Teatre Estatal de la Companyia d'Austràlia Meridional |  |
| 2016 | The Master Builder       | Hilde Wangel | The Old Vic, Londres                                  |  |
| 2018 | Sant Joan                | Joan d'Arc   | Sydney Theatre Company, Austràlia                     |  |
| 2024 | La imatge de Dorian Gray | Intèrpret    | Teatre Royal Haymarket, Londres                       |  |